# Конец дня (фильм, 2016)
«Конец дня» (англ. Daylight’s End) — американский пост-апокалиптический боевик режиссёра Уильяма Кауфмана, Исполнитель главной роли, Джонни Стронг, также выступил в качестве композитора и продюсера. Премьера состоялась на Международном кинофестивале в Далласе в апреле 2016 года. Компания Vertical Entertainment выпустила его в кинотеатрах США 26 августа 2016 года.
Слоган фильма — «Апокалипсис был только началом» (англ. «The apocalypse was just the beginning»).

## Сюжет
Спустя много лет после того, как таинственный вирус превратил большую часть человечества в кровожадных существ, бродяга Томас Рорк натыкается на группу выживших в заброшенном полицейском участке. Он неохотно соглашается помочь им отыскать некое Убежище, ставшее последней надеждой людей на выживание. По пути им придётся столкнуться не только с заражёнными, но и с бандами мародёров. У самого же Рорка личные счёты с вожаком заражённых.

## В ролях
| Актёр              | Роль                  |
| ------------------ | --------------------- |
| Джонни Стронг      | Томас Рорк            |
| Лэнс Хенриксен     | Фрэнк Хилл            |
| Луис Мэндилор      | Итан Хилл             |
| Челси Эдмундсон    | Саманта «Сэм» Шеридан |
| Кшиштоф Сошиньский | «Альфа»               |
| Хаким Кае-Казим    | Крис Уитлок           |
| Хезер Кафка        | Эрнеста               |

## Художественные особенности
Существа в фильме напоминают таковых из «Я — легенда»: они очень быстро передвигаются, питаются людьми и боятся солнечного света. И у тех, и у других есть лидер, именуемый словом «Альфа».

## Производство и выпуск
Съёмки проходили с конца июля до середины августа 2015 года. Сцены в полицейском участке снимали в муниципальном здании Далласа по улице 106 South Harwood, в котором в 60-е годы находился полицейский участок, и на выходе из которого в 1963 был застрелен Ли Харви Освальд. Съёмки осложнялись тем, что в помещениях здания не было кондиционера, а температура достигала 110 °F.
Премьера состоялась 15 апреля 2016 года на Международном кинофестивале в Далласе, штат Техас.

## Критика
- Майкл Клаг, рецензент с сайта horrorfreaknews.com:[5]

«Конец дня» — это копия «Воина дороги» (если не вообще всей трилогии «Безумного Макса») с подтекстом из «28 дней спустя». Это не оригинально. Фильм не изобретателен, но может впечатлить по своим техническим параметрам.
Оригинальный текст (англ.)Daylight’s End is The Road Warrior (if not the entire original Mad Max trilogy) with a 28 Days Later sub-plot. It’s not original. It’s not inventive, but it does impress with pretty much all of its technical pieces.